# Laura Cocks

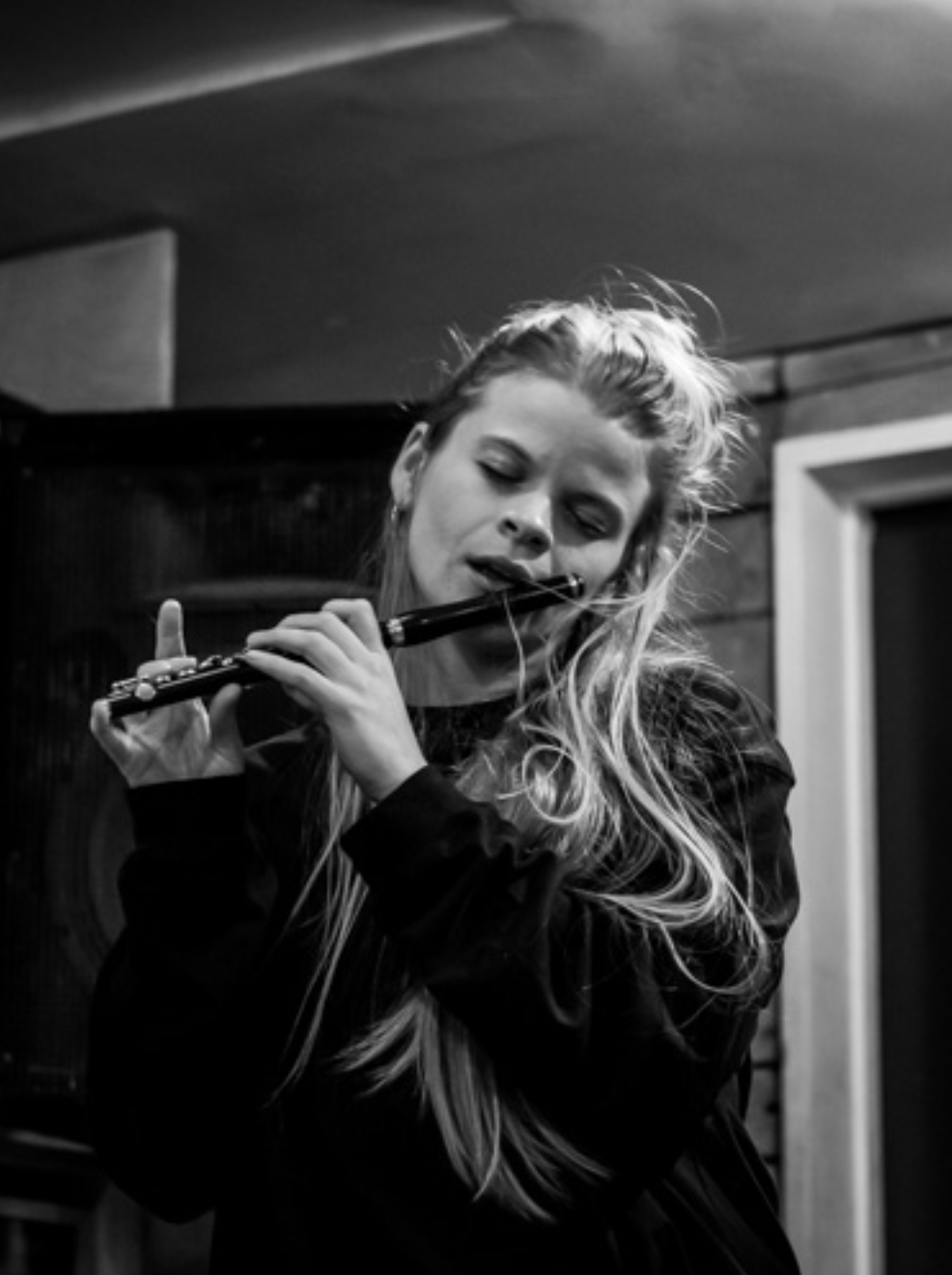
Laura Cocks

Laura Cocks (* um 1988) ist eine amerikanische Flötistin und Musikwissenschaftlerin.

## Wirken
Cocks, die in New York aufwuchs und früh durch ein Konzert von Nicole Mitchell beeinflusst wurde, studierte zunächst bei Michel Debost, Kate Hill, William Bennett und Kathleen Chastain am Oberlin Conservatory und der Royal Academy of Music. 2014 absolvierte sie ihren Master bei Tara Helen O’Connor an der Manhattan School of Music.
Cocks tritt regelmäßig als Solistin, Improvisatorin und mit Ensembles wie dem Talea Ensemble, International Contemporary Ensemble, Wet Ink Ensemble oder dem Nouveau Classical Project, aber auch mit dem London Sinfonietta auf. Sie interpretierte Werke von Vijay Iyer, Mario Diaz de León, Scott L. Miller, Taylor Brooks, Joan Arnau Pàmies, David Bird oder Brandon Lopez und leitet seit 2013 das Quintett Tak, das im Bereich experimenteller Musik tätig ist. Die Uraufführung von Werken von Natacha Diels, Weston Olencki, Bryan Jacobs und David Broome bei den Darmstädter Ferienkursen gestaltete sie im Ensemble Pampelmousse. Mit dem Sun Ra Arkestra führte sie 2022 ein Werk von Jesse Cox auf. Sie nahm für Labels wie ECM Records, Denovali Records, Tripticks Tapes, Chambray Records, Double Whammy Whammy, New Focus Records, Sound American, Orange Mountain Music, Amplify, Winspear, Supertrain, Gold Bolus, Centaur Records, Infrequent Seams und Sideband Records auf. Ihr Soloalbum Field Anatomies (Carrier Records 2022) erhielt hervorragende Kritiken und wurde von Stereogum als eine der zehn besten experimentellen Veröffentlichungen des Jahres bezeichnet.
Cocks promovierte 2020 an der City University of New York über das Thema Corporeal Analysis: The Performing Body as Analytic Site; aufbauend auf dem feministischen Ansatz von Susanne Cusick behandelte sie die Interpretation von Werken wie David Birds Atoll.
Cocks ist seit Herbst 2022 an der University of Pennsylvania als Teil des Ensembles Tak als Ensemble in Residence tätig.